# Кременчуг (Каушенський район)
Кременчу́г (рум. Cremenciug) — село, що згідно з законодавством Республіки Молдова, входить до складу Каушенського району, а згідно з Законом ПМР «Про адміністративно-територіальний устрій» — входить до складу міської ради м. Дністровськ Придністровської Молдавської Республіки. Фактично контролюється ПМР.

## Національний склад
З 1 094 жителів Кременчуга 464 (42,4 %) — молдавани, 353 (32,27 %) росіяни, 203 (18,56 %) українці, 22 (2,01 %) німці, 15 (1,37 %) білоруси, 11 (1,01 %) болгари, 7 (0,64 %) гагаузці, 6 (0,55 %) вірмени, 2 (0,18 %) циган.